# Paulo Caicedo
Paulo Caicedo (* 6. Oktober 1969) ist ein ecuadorianischer Straßenradrennfahrer.
Paulo Caicedo gewann 1987 die Gesamtwertung der Vuelta al Ecuador. 1996 nahm er am Straßenrennen der Olympischen Sommerspiele in Atlanta teil, welches er jedoch nicht beenden konnte. In der Saison 2009 gewann Caicedo die dritte Etappe des Clásica Ciclista en Tulcán Dunamis La Nación. Außerdem wurde er bei der Vuelta al Carchí einmal Etappenzweiter und belegte auch in der Gesamtwertung den zweiten Platz.

## Erfolge
1987
- Gesamtwertung Vuelta al Ecuador